# ドク・ソルジャー/白い戦場
『ドク・ソルジャー/白い戦場』（原題:Article 99）は1992年のアメリカ映画。キーファー・サザーランド、レイ・リオッタ主演の医療ドラマ映画。日本では劇場未公開でVHSスルーとなった。

## ストーリー
退役軍人病院に務める若き医師スタージェス（レイ・リオッタ）は、利益重視の病院の方針に反し、必死に患者達を守っていた。新人医師のピーター（キーファー・サザーランド）も、勤務初日から多忙を極めるが、やはり病院の方針に疑問を持ち始める。そんな中、院長の陰謀でスタージェスが停職に追い込まれてしまう。残されたピーターたちは、病院を占拠し院長に立ち向い、患者たちを守る戦いを始める。

## キャスト
| 役名                     | 俳優                     | 日本語吹替                                                                                             | 日本語吹替                                            |
| 役名                     | 俳優                     | ソフト版                                                                                               | テレビ東京版                                          |
| ------------------------ | ------------------------ | --- | ----------------------------------------------------- |
| リチャード・スタージェス | レイ・リオッタ           | 大塚芳忠                                                                                               | 神谷和夫                                              |
| ピーター・モーガン       | キーファー・サザーランド | 堀内賢雄                                                                                               | 堀内賢雄                                              |
| シド・ハンドルマン       | フォレスト・ウィテカー   | 江原正士                                                                                               | 宝亀克寿                                              |
| ロビン・ヴァン・ドーン   | リー・トンプソン         | 井上喜久子                                                                                             | 佐々木優子                                            |
| ルディ・ボブリック       | ジョン・C・マッギンリー  | 牛山茂                                                                                                 | 島香裕                                                |
| ヘンリー・ドレイフォス   | ジョン・マホーニー       | 阪脩                                                                                                   | 小林恭治                                              |
| ルーサー・ジェローム     | キース・デイヴィッド     | 銀河万丈                                                                                               | 中庸助                                                |
| サム・エイブラムス       | イーライ・ウォラック     | 宮内幸平                                                                                               | 峰恵研                                                |
| ダイアナ・ウォルトン     | キャシー・ベイカー       | 一柳みる                                                                                               | 紗ゆり                                                |
| 監察長官                 | ノーブル・ウィリンガム   | 藤本譲                                                                                                 | 幹本雄之                                              |
| パット・トラヴィス       | トロイ・エヴァンス       | 村松康雄                                                                                               | 水野龍司                                              |
| レオ・クラッツ           | ジェフリー・タンバー     | 島香裕                                                                                                 | 高瀬右光                                              |
| アン・トラヴィス         | ルターニャ・アルダ       | |                                                       |
| その他                   | N/A                      | 竹口安芸子 火野カチコ 秋元羊介 田原アルノ 定岡小百合 稀代桜子 沢木郁也 辻親八 中博史 藤生聖子 沢海陽子 | 斉藤昌 藤生聖子 磯辺万沙子 定岡小百合 叶木翔子 田野恵 |

- テレビ東京版：初回放送1996年6月13日『木曜洋画劇場』[2]